# Franz Bartl
Franz Bartl (født 7. januar 1915, død 12. juli 1941) var en østrigsk håndboldspiller som blandt andet deltog i OL 1936.
Han var en del af Østrigs håndboldlandshold, som vandt en sølvmedalje. Han spillede i tre kampe.